# Run (canción de Nicole Scherzinger)
«Run» —en español: Corre— es una canción grabada por la cantante estadounidense Nicole Scherzinger para su segundo álbum de estudio Big Fat Lie (2014), del cual es el segundo sencillo oficial. La canción fue lanzada el 30 de septiembre de 2014 RCA Records en Estados Unidos, donde se concentra su promoción. Poco después, fue confirmada como tercer sencillo del álbum en Europa. Fue producida por Terius "The-Dream" Nash y Christopher "Tricky" Stewart con composición adicional proporcionada por Justin Tranter, Felix Snow y Julia Michaels, dando lugar a esta balada al piano. 
Con un sonido "sencillo al piano" y "R&B", «Run» obtuvo principalmente críticas positivas de los críticos musicales, que destacaron la calidad vocal mostrada por Scherzinger y el instrumental mostrado, siendo comparada con el sencillo de Sam Smith "Stay With Me". En una entrevista con Idolator el 14 de octubre, la cantante dijo que esta canción no estaba pensada para ser un sencillo oficial, principalmente para Estados Unidos, pero afirmó «creer en la canción y dimos un salto de fe».

## Recepción de la crítica
«Run» fue muy aclamada por la crítica y los fanes. La voz de Scherzinger también fue fuertemente elogiada, por la captura de la profundidad emocional de la canción. Digital Spy destaca esta canción y le dio a esta una reseña muy positiva: «["Run"] golpea profundo con sus emotivas letras, alma-descubrimiento de la interpretación vocal y producción reducidos al mínimo, lo que es una prueba innegable del talento de Nicole para cualquier pesimista.» ClickMusic también elogió la canción «Su voz es poderosa cuando se tiene la oportunidad de hacer algo decente con ella en el álbum más cerca 'Run',» pero agregó que «todo es un poco demasiado tarde para hacer un impacto duradero» en comparación con el resto del álbum.

## Actuaciones en vivo
Scherzinger interpretó por primera vez "Run" en Estados Unidos, en el programa "Acces Hollywood", acompañada únicamente de un pianista El 14 de octubre de 2014 Scherzinger ofreció un concierto privado en el Hotel Cafe Royal de Londres, donde además de viejos éxitos como  "Don't Hold Your Breath" o "Your Love", Scherzinger interpretó "Run". Scherzinger presentó la canción en vivo en The X Factor en su edición británica el 16 de noviembre, donde recibió alabanzas del público por su gran calidad vocal, dando lugar que «Run» en cuestión de minutos, pasara de no aparecer en el Top 100 de ITunes en Inglaterra a situarse en el Top 20 de la lista digital. Cabe destacar que, aunque la actuación fuese muy sencilla con una iluminación limitada, la versión original tenía láseres como efecto lumínico como indicó Scherzinger en su cuenta de Instagram, pero por problemas técnicos, no pudieron ser utilizados. El 21 de noviembre Scherzinger volvió a interpretar el sencillo durante su presentación en el festival Energy Stars For Free, organizado por la radio NRJ y celebrado en el Hallenstadion de Zúrich. Scherzinger volvió a presentarse en el festival Free Radio Live 2014 de Birmingham el 29 de noviembre en el estadio LG Arena. Scherzinger volvió a interpretar la balada en el programa británico "The Graham Norton Show" el 12 de diciembre.

## Vídeo musical
El 5 de noviembre de 2014 Scherzinger ofreció una entrevista a E!, donde confirmó que el vídeo musical sería estrenado el día 12 de ese mismo mes en su canal de VEVO. Además, mostró unas pequeñas escenas del vídeo. Poco después se anunció que el vídeo vera la luz finalmente el día 14. Finalmente, fue estrenado el vídeo musical después del retraso anunciado anteriormente. El vídeo muestra a Nicole de forma muy emocional e intensa mientras interpreta la canción en una mansión abandonada entre lágrimas. El vídeo recibió críticas muy positivas, por su calidad artística y la interpretación tan intensa de Nicole durante el cortometraje.

## Listas
| Reino Unido | UK Singles Chart    | 23 |
| Irlanda     | Irish Singles Chart | 63 |